# Trauma (película de 1993)
Trauma es una película Italiana del género de terror, más específicamente giallo escrita y dirigida por Dario Argento con la actuación de Christopher Rydell (David Parsons), Asia Argento (Aura Petrescu), Piper Laurie (Adriana Petrescu), Frederic Forrest (Dr, Judd), Laura Johnson (Grace Harrington), Dominique Serrand (Stefan Petrescu), James Russo (Capt. Travis) , Ira Belgrade (Arnie) , Brad Dourif (Dr. Lloyd), Hope Alexander- Wills (Linda Quirk), Sharon Barr (Hilda Volkman), Isabell O´Connor (Georgia Jackson), Anna Ceroli (La bailarina de los créditos).

## Argumento
Aura (Asia Argento), una mujer joven que sufre de anorexia, escapa del hospital psiquiátrico donde la están tratando y se encuentra con un hombre joven (Christopher Rydell), quien le ayuda a esconderse para no volver a estar internada en el hospital, pero sus esfuerzos no sirven de nada pues la chica es encontrada y llevada nuevamente al hospital. Cuando Aura regresa al hospital, empiezan a presentarse una secuencia de asesinatos a personas dentro del nosocomio. Todos los asesinatos se hacen decapitando a las víctimas con un garrote hecho manualmente y desapareciendo sus cabezas, y entre las víctimas está el mismo padre de Aura.  Es allí donde Aura y David se unen para encontrar al asesino. 
Finalmente, encuentran que el asesino es una mujer, quien resulta ser la madre de Aura. Todo esto, lleva a recordar como fue que la madre de Aura se habría convertido en asesina y explican que el Dr. Lloyd (Brad Dourif) debía cuidar y entregar a Nicolás, el hermano de Aura, a su madre, pero una tormenta eléctrica y un corte de energía resultan ser mortales para el bebe pues su cabeza es cortada mientras es entregado a su madre. La jefa de enfermeras y el doctor, contra la voluntad de Aura, le hacen un electroshock con el fin de borrar de su mente todo lo ocurrido.

## Reparto
- Christopher Rydell es David Parsons.
- Asia Argento es Aura Petrescu.
- Piper Laurie es Adriana Petrescu.
- Federic Forrest es Dr. Judd
- Laura Johnson es Grace Harrington.
- Dominique Serrand es Stefan Petrescu.
- James Russo es Capt. Travis
- Ira Belgrade es Arnie.
- Brad Dourif es Dr. Lloyd
- Hope Alexander-Willis es Linda Quirk.
- Sharon Barr es Hilda Volkman.
- Isabell O´Connor es Georgia Jackson.
- Cory Garvin es Gabriel Pickering.
- Tony Saffold es Ben Aldrich.
- Peter Moore es Mark Leneer.
- Lester Purry es Sargento Carver.
- David Chase es Sid Marigold.
- Jacqueline Kim es Alicia.
- Rita Vassallo es Rita.
- Stephen D´Ambrose es El hombre pálido.
- Bonita Parsons es la primera mujer.
- Gregory Beech el hombre del trato.
- Kevin Dutcher es John Miller.
- Kathy Quirk es Gare Grayson.
- E.A Violet Boor es Mrs. Potter.
- Les Exodus es de la banda de reggae.
- Onesmo Kibira es de la banda de reggae.
- Innocent Mafalingundi es de la banda de reggae.
- Charles Petrus es de la banda de reggae.
- Lance Pollonais es de la banda de reggae.
- Fiore Agento es la recepcionista.
- Joel Edwards es el detective.
- Ric McCloud es el detective.
- Lori J. Ness es la mujer que se encuentra en la calle.[2]